# Исакова (приток Чикшины)
Исакова (Исаковка) — река в России, протекает в Республике Коми. Устье реки находится в 62 км по левому берегу реки Чикшина. Длина реки составляет 116 км, площадь водосборного бассейна 1930 км².

## Притоки
- по левому берегу реки впадает река Ираёлька.
- по правому берегу реки впадает река Кобылка.
- В 88 км от устья, по правому берегу реки впадает река Санаёль.
- В 74 км от устья, по правому берегу реки впадает река Ыджыд-Сунаёль.
- В 55 км от устья, по правому берегу реки впадает река Шер-Сунаёль.
- В 49 км от устья, по правому берегу реки впадает река Дзёля-Сунаёль.
- В 39 км от устья, по левому берегу реки впадает река Рыбница.
- В 31 км от устья, по левому берегу реки впадает река Бадья.
- В 25 км от устья, по левому берегу реки впадает река Каджеромка.
- В 14 км от устья, по левому берегу реки впадает река Дозмерка.
- В 10 км от устья, по правому берегу реки впадает река Прости-Здорово-Ёль[3].

## Этимология
Гидроним связан с личным именем Исак или фамилией Исаков.

## Данные водного реестра
По данным государственного водного реестра России относится к Двинско-Печорскому бассейновому округу, водохозяйственный участок реки — Печора от водомерного поста у посёлка Шердино до впадения реки Уса, речной подбассейн реки — бассейны притоков Печоры до впадения Усы. Речной бассейн реки — Печора.
Код объекта в государственном водном реестре — 03050100212103000064211.